# Limnobium (Hydrocharitaceae)
Limnobium là một chi thực vật có hoa trong họ Hydrocharitaceae.

## Các loài
- Limnobium laevigatum
- Limnobium spongia